# Tee-Bee
Tee-Bee is een historisch merk van motorfietsen.
De bedrijfsnaam was Templeton Bros ("TB"), Glasgow.
Dit was een kleine Engelse fabriek die van 1908 tot 1911 293 cc JAP-zijklepmotoren inbouwde.